# Sulaiman II. (Safawide)

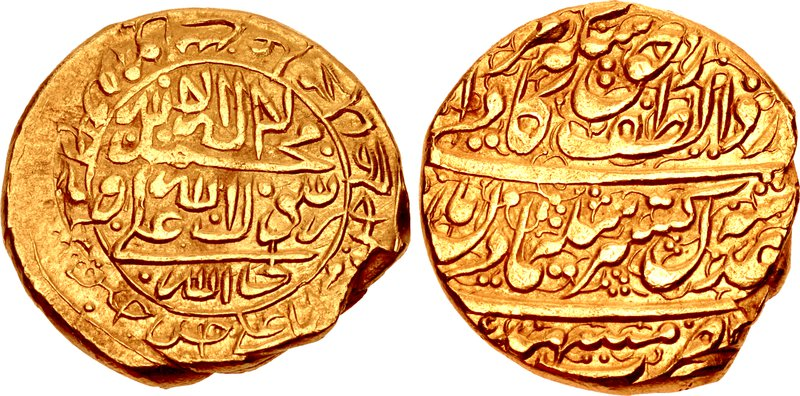
Von Sulaiman II. herausgegebene Münzen

Sulaiman oder Suleiman II. (persisch سلیمان, DMG Sulaimān; † 1750), eigentlich Mīr Sayyed Moḥammad (مير سيد محمد Mir Sayyid Muhammad, DMG Mīr Sayyid Muḥammad), war mütterlicherseits ein Enkel Safis II. (reg. 1666–1694) – der ab 1668 als Sulaiman I. geherrscht hatte – und im Jahre 1750 für wenige Monate der vorletzte Schah aus der Safawidendynastie. Diese regierte Persien seit 1501, aber seitdem sie 1722 von den paschtunischen Ghilzai (siehe Hotaki-Dynastie) gestürzt worden war, lag die wahre Macht in den Händen verschiedener Generäle und anderer Potentaten, welche die Safawiden nur noch als Marionettenherrscher benutzten. So hatte der Afscharide Nadir Schah 1732 zunächst Abbas III. als Herrscher installiert, bevor er ihn 1736 wieder absetzte, um selbst Schah zu werden. Als dann nach Nadir Schahs Tod (1747) unter anderem das heutige Afghanistan an Ahmad Schah Durrani und Südpersien an die Zand-Prinzen gefallen war, setzten letztere 1750 den Safawiden Ismail III. auf den Thron. 
In Chorasan, wo noch die Afschariden regierten, war kurz zuvor ein Enkel Nadir Schahs namens Schah-Ruch an die Macht gekommen. Dieser hatte den Safawidenspross Sulaiman, einen einflussreichen Kleriker der heiligen Stadt Qom, in seine Hauptstadt Maschhad geholt und ihn mit der Verwaltung der Waqf-Güter für das dortige Grab des achten Imams Ali Riza beauftragt. Auf diese Weise wollte der Afscharide (ähnlich wie sein Großvater) einen potentiellen und deshalb nicht ungefährlichen Thronkandidaten im Auge behalten, doch entwickelten sich die Machtkämpfe an seinem Hof schnell in eine andere Richtung: Einige Adelige und Wesire, die mit Schah-Ruch unzufrieden waren, redeten Sulaiman ein, dass er allein der rechtmäßige Herrscher Irans sei. Derart aufgestachelt stürzte Sulaiman Ende 1749 widerwillig Schah-Ruch, ließ ihn einkerkern und später blenden. Am 13. Januar 1750 wurde er als Sulaiman II. Schah und erließ für die nächsten drei Jahre eine Steueramnestie, was die Staatskasse schwer belastete. Des Weiteren kam es zu Problemen mit Ahmad Schah Durrani im Osten, der die Oberherrschaft Sulaimans nicht anerkannte und Herat eroberte. Sulaimans Position war also keineswegs sicher. Erschwerend kam hinzu, dass sich nun um den General Yusuf Ali Chan Dschalayir (Yūsuf ʿAlī Ḫān Ǧalāyir) eine Gruppe von Verschwörern sammelte, die, um an den Staatsreichtum zu kommen, Sulaiman stürzen und den blinden Schah-Ruch wieder auf den Thron bringen wollte. So wurde Sulaiman II. in der Nacht zum Nouruzfest 1750 von den Verschwörern getötet, Schah-Ruch befreit und wieder zum Herrscher ernannt. Die Unterstützer Sulaimans flohen entweder oder arrangierten sich mit dem neuen alten Herrscher.